# 1909年
1909年（1909 ねん）は、西暦（グレゴリオ暦）による、金曜日から始まる平年。明治42年。

## 他の紀年法
- 干支：己酉
- 日本（月日は一致）
  - 明治42年
  - 皇紀2569年
- 中国
  - 清：光緖34年12月10日 - 12月30日、宣統元年1月1日 - 11月19日
- 朝鮮（月日は一致）
  - 大韓帝国：隆熙3年
  - 檀紀4242年
- ベトナム
  - 阮朝：維新2年12月10日 - 維新3年11月19日
- 仏滅紀元：2451年10月10日 - 2452年閏9月4日
- ヒジュラ暦（イスラム暦）：1326年12月8日 - 1327年12月18日
- ユダヤ暦：5669年4月8日 - 5670年4月19日
- 修正ユリウス日 (MJD)：18307 - 18671
- リリウス日 (LD)：119148 - 119512

※檀紀は、大韓民国で1948年に法的根拠を与えられたが、1962年からは公式な場では使用されていない。

## カレンダー
| 1月 |    |    |    |    |    |    |
| 日  | 月 | 火 | 水 | 木 | 金 | 土 |
|     |    |    |    |    | 1  | 2  |
| 3   | 4  | 5  | 6  | 7  | 8  | 9  |
| 10  | 11 | 12 | 13 | 14 | 15 | 16 |
| 17  | 18 | 19 | 20 | 21 | 22 | 23 |
| 24  | 25 | 26 | 27 | 28 | 29 | 30 |
| 31  |    |    |    |    |    |    |
|     |    |    |    |    |    |    |

| 2月 |    |    |    |    |    |    |
| 日  | 月 | 火 | 水 | 木 | 金 | 土 |
|     | 1  | 2  | 3  | 4  | 5  | 6  |
| 7   | 8  | 9  | 10 | 11 | 12 | 13 |
| 14  | 15 | 16 | 17 | 18 | 19 | 20 |
| 21  | 22 | 23 | 24 | 25 | 26 | 27 |
| 28  |    |    |    |    |    |    |
|     |    |    |    |    |    |    |

| 3月 |    |    |    |    |    |    |
| 日  | 月 | 火 | 水 | 木 | 金 | 土 |
|     | 1  | 2  | 3  | 4  | 5  | 6  |
| 7   | 8  | 9  | 10 | 11 | 12 | 13 |
| 14  | 15 | 16 | 17 | 18 | 19 | 20 |
| 21  | 22 | 23 | 24 | 25 | 26 | 27 |
| 28  | 29 | 30 | 31 |    |    |    |
|     |    |    |    |    |    |    |

| 4月 |    |    |    |    |    |    |
| 日  | 月 | 火 | 水 | 木 | 金 | 土 |
|     |    |    |    | 1  | 2  | 3  |
| 4   | 5  | 6  | 7  | 8  | 9  | 10 |
| 11  | 12 | 13 | 14 | 15 | 16 | 17 |
| 18  | 19 | 20 | 21 | 22 | 23 | 24 |
| 25  | 26 | 27 | 28 | 29 | 30 |    |
|     |    |    |    |    |    |    |

| 5月 |    |    |    |    |    |    |
| 日  | 月 | 火 | 水 | 木 | 金 | 土 |
|     |    |    |    |    |    | 1  |
| 2   | 3  | 4  | 5  | 6  | 7  | 8  |
| 9   | 10 | 11 | 12 | 13 | 14 | 15 |
| 16  | 17 | 18 | 19 | 20 | 21 | 22 |
| 23  | 24 | 25 | 26 | 27 | 28 | 29 |
| 30  | 31 |    |    |    |    |    |
|     |    |    |    |    |    |    |

| 6月 |    |    |    |    |    |    |
| 日  | 月 | 火 | 水 | 木 | 金 | 土 |
|     |    | 1  | 2  | 3  | 4  | 5  |
| 6   | 7  | 8  | 9  | 10 | 11 | 12 |
| 13  | 14 | 15 | 16 | 17 | 18 | 19 |
| 20  | 21 | 22 | 23 | 24 | 25 | 26 |
| 27  | 28 | 29 | 30 |    |    |    |
|     |    |    |    |    |    |    |

| 7月 |    |    |    |    |    |    |
| 日  | 月 | 火 | 水 | 木 | 金 | 土 |
|     |    |    |    | 1  | 2  | 3  |
| 4   | 5  | 6  | 7  | 8  | 9  | 10 |
| 11  | 12 | 13 | 14 | 15 | 16 | 17 |
| 18  | 19 | 20 | 21 | 22 | 23 | 24 |
| 25  | 26 | 27 | 28 | 29 | 30 | 31 |
|     |    |    |    |    |    |    |

| 8月 |    |    |    |    |    |    |
| 日  | 月 | 火 | 水 | 木 | 金 | 土 |
| 1   | 2  | 3  | 4  | 5  | 6  | 7  |
| 8   | 9  | 10 | 11 | 12 | 13 | 14 |
| 15  | 16 | 17 | 18 | 19 | 20 | 21 |
| 22  | 23 | 24 | 25 | 26 | 27 | 28 |
| 29  | 30 | 31 |    |    |    |    |
|     |    |    |    |    |    |    |

| 9月 |    |    |    |    |    |    |
| 日  | 月 | 火 | 水 | 木 | 金 | 土 |
|     |    |    | 1  | 2  | 3  | 4  |
| 5   | 6  | 7  | 8  | 9  | 10 | 11 |
| 12  | 13 | 14 | 15 | 16 | 17 | 18 |
| 19  | 20 | 21 | 22 | 23 | 24 | 25 |
| 26  | 27 | 28 | 29 | 30 |    |    |
|     |    |    |    |    |    |    |

| 10月 |    |    |    |    |    |    |
| 日   | 月 | 火 | 水 | 木 | 金 | 土 |
|      |    |    |    |    | 1  | 2  |
| 3    | 4  | 5  | 6  | 7  | 8  | 9  |
| 10   | 11 | 12 | 13 | 14 | 15 | 16 |
| 17   | 18 | 19 | 20 | 21 | 22 | 23 |
| 24   | 25 | 26 | 27 | 28 | 29 | 30 |
| 31   |    |    |    |    |    |    |
|      |    |    |    |    |    |    |

| 11月 |    |    |    |    |    |    |
| 日   | 月 | 火 | 水 | 木 | 金 | 土 |
|      | 1  | 2  | 3  | 4  | 5  | 6  |
| 7    | 8  | 9  | 10 | 11 | 12 | 13 |
| 14   | 15 | 16 | 17 | 18 | 19 | 20 |
| 21   | 22 | 23 | 24 | 25 | 26 | 27 |
| 28   | 29 | 30 |    |    |    |    |
|      |    |    |    |    |    |    |

| 12月 |    |    |    |    |    |    |
| 日   | 月 | 火 | 水 | 木 | 金 | 土 |
|      |    |    | 1  | 2  | 3  | 4  |
| 5    | 6  | 7  | 8  | 9  | 10 | 11 |
| 12   | 13 | 14 | 15 | 16 | 17 | 18 |
| 19   | 20 | 21 | 22 | 23 | 24 | 25 |
| 26   | 27 | 28 | 29 | 30 | 31 |    |
|      |    |    |    |    |    |    |

## できごと

### 2月
- 2月9日 - モロッコに関する独仏協定締結
- 2月12日 - 全米黒人地位向上協会設立
- 2月20日 - フィリッポ・トンマーゾ・マリネッティ「未来主義創立宣言」（「フィガロ」）

### 3月
- 3月4日 - 米大統領にウィリアム・タフトが就任
- 3月8日 - 度量衡法改正公布（尺貫法・メートル法に加えてヤード・ポンド法も公認）

### 4月
- 4月1日 - 女性教養誌『新女界』創刊（主筆・安井てつ）
- 4月6日 - アメリカ人探検家ロバート・ピアリーが北極点に到達
- 4月18日 - ジャンヌ・ダルクが列福される
- 4月27日
  - ベネズエラ大統領にゴメスが就任
  - オスマン帝国でアブデュルハミト2世廃位 - メフメト5世即位

### 5月
- 5月6日 - 新聞紙法公布施行（新聞紙条例失効）
- 5月13日 - ジロ・デ・イタリア第一回大会開催
- 5月20日 - 味の素発売（鈴木製薬所）

### 6月
- 6月2日
  - 両国国技館落成
  - オーストラリア首相にアルフレッド・ディーキンが就任（3回目）
- 6月12日 - リボンシトロン発売（大日本麦酒）
- 6月15日 - 国際クリケット評議会設立
- 6月30日 - 京成電気軌道設立

### 7月
- 7月5日 - 代々木練兵場設置（青山練兵場が移転）
- 7月6日 - 韓国併合の方針を閣議決定
- 7月16日 - イラン立憲革命: 立憲派が首都テヘランを制圧 - モハンマド・アリー退位・アフマド即位
- 7月25日 - ルイ・ブレリオが史上初のドーバー海峡航空機横断
- 7月31日 - 大阪市北区で北の大火（天満焼け）、焼失戸数11,365戸 罹災地面積1.2平方キロ

### 8月
- 8月11日 - 世界初の遭難信号「SOS」、クライド・ラインのアラパホ号がハッテラス岬沖で発信し、救助される。
- 8月14日 - 姉川地震（江濃地震）
- 8月31日 - カナダ、ブリティッシュコロンビア州山中でバージェス頁岩発見

### 9月
- 9月4日 - 満州及び間島に関する日清協約調印

### 10月
- 10月8日 - モホロビチッチ不連続面が発見される
- 10月11日 - 三井合名会社設立
- 10月21日 〜 12月30日 - 夏目漱石、朝日新聞に『満韓ところどころ』を連載
- 10月26日 - 伊藤博文が哈爾浜駅で安重根に暗殺される
- 10月29日 - 韓国銀行（後の朝鮮銀行）設立

### 11月
- 11月4日 - 伊藤博文国葬（日比谷公園）
- 11月11日 - 米海軍が真珠湾に基地を建設
- 11月27日 - 自由劇場（小山内薫ら）第1回公演（有楽座）

### 12月
- 12月4日 - 大韓帝国の政治結社一進会が韓日合邦を要求する声明書を発する。
- 12月7日 - ベルギー王レオポルド2世薨去
- 12月22日 - 第26議会召集
- 12月27日 - ベルギー王アルベール1世即位

### 日付不詳
- ロバート・ミリカンが電気素量を初めて測定
- トーマス・エジソンがアルカリ蓄電池を発明
- 赤坂離宮建設
- アンドレ・ジッド『狭き門』
- 北原白秋『邪宗門』
- 永井荷風『すみだ川』

## 誕生

### 1月
- 1月1日 - 亀井光、政治家（+ 1986年）
- 1月1日 - 樋口清之、考古学者・歴史作家（+ 1997年）
- 1月5日 - 進藤武松、彫刻家（+ 2000年）
- 1月6日 - 市川團十郎 (11代目)、歌舞伎役者（+ 1965年）
- 1月15日 - ジーン・クルーパ、ジャズドラマー（+ 1973年）
- 1月15日 - 中村武志、小説家（+ 1992年）
- 1月19日 - 水原茂、プロ野球選手・プロ野球監督（+ 1982年）
- 1月20日 - 山野愛子、美容家（+ 1995年）
- 1月20日 - ウィリアム・エッカート、MLBコミッショナー（+ 1971年）
- 1月22日 - 松木謙治郎、プロ野球選手（+ 1986年）
- 1月22日 - ウ・タント、第3代国連事務総長（+ 1974年）
- 1月22日 - モリス・スワデシュ、言語学者（+ 1967年）
- 1月25日 - 木谷實、囲碁棋士（+ 1975年）
- 1月27日 - 蒼井雄、推理作家（+ 1975年）

### 2月
- 2月3日 - 宮島義勇、撮影監督（+ 1998年）
- 2月3日 - シモーヌ・ヴェイユ、思想家（+ 1943年）
- 2月4日 - 潮万太郎、俳優（+ 2000年）
- 2月6日 - 花岡大学、作家（+ 1988年）
- 2月11日 - サトゥルニノ・デ・ラ・フエンテ・ガルシア、世界最高齢男性（+2022年）
- 2月12日 - 佐分利信、俳優（+ 1982年）
- 2月14日 - オーガスト・ダーレス、SF作家（+ 1971年）
- 2月15日 - ヘルミーネ・ザントロシェッツ（ミープ・ヒース）、諸国民の中の正義の人（+ 2010年）
- 2月15日 - 吾妻徳穂、舞踊家（+ 1998年）
- 2月24日 - 知里真志保、言語学者（+ 1961年）
- 2月28日 - パーヴェル・セレブリャーコフ、ピアニスト（+ 1977年）

### 3月
- 3月2日 - メル・オット、メジャーリーガー（+ 1958年）
- 3月6日 - 大岡昇平、小説家（+ 1988年）
- 3月7日 - 大森義夫、俳優（+ 1983年）
- 3月8日 - 小林重四郎、俳優（+ 1996年）
- 3月9日 - 夏川静江、女優（+ 1999年）
- 3月10日 - ジェラール・クロワゼ　自称超能力者　（+ 1980年）
- 3月17日 - ケン・アンダーソン、美術監督（+ 1993年）
- 3月22日 - ミルト・カール、アニメーター（+ 1987年）
- 3月24日 - クライド・バロウ、『ボニーとクライド』で有名な強盗犯、殺人犯（+ 1934年）
- 3月27日 - 小沢栄太郎、俳優・演出家（+ 1988年）
- 3月29日 - ジャック・キニー、映画監督（+ 1992年）
- 3月29日 - 花田清輝、小説家・文芸批評家（+ 1974年）
- 3月31日 - 貴志康一、音楽家（+ 1937年）

### 4月
- 4月1日 - 岡原昌男、第8代最高裁判所長官（+ 1994年）
- 4月1日 - 安井琢磨、経済学者（+ 1995年）
- 4月3日 - スタニスワフ・ウラム、数学者（+ 1984年）
- 4月8日 - ロンブ・カトー（+ 2003年）
- 4月10日 - 淀川長治、映画評論家（+ 1998年）
- 4月15日 - 千葉皓、外交官 (+ 1984年)
- 4月16日 - 森はな、教育者・児童文学作家（+ 1989年）
- 4月16日 - 宇野利泰、翻訳家（+ 1997年）
- 4月19日 - バッキー・ウォルターズ、メジャーリーガー（+ 1991年）
- 4月24日 - 野間恒、大日本雄弁会講談社社長・剣道家（+ 1938年）
- 4月29日 - 甘露寺忠長、華族（+ 1937年）
- 4月30日 - ユリアナ、オランダ女王（+ 2004年）

### 5月
- 5月5日 - 中島敦、小説家（+ 1942年）
- 5月11日 - 横山隆一、漫画家、アニメーション作家（+ 2001年）
- 5月16日 - ルドルフ・コンフナー、工学者、物理学者（+ 1977年）
- 5月16日 - マーガレット・サラヴァン、女優（+ 1960年）
- 5月17日 - カール・シェーファー、フィギュアスケート選手（+ 1976年）
- 5月18日 - 嵯峨善兵、俳優（+ 1989年）
- 5月27日 - 中野忠晴、歌手、作曲家（+ 1970年）
- 5月27日 - フアン・ビセンテ・ペレス・モラ、スーパーセンテナリアン・世界最高齢の男性（+ 2024年）
- 5月30日 - ベニー・グッドマン、クラリネット奏者、バンドリーダー（+ 1986年）

### 6月
- 6月1日 - シモン・ゴールドベルク、ヴァイオリニスト・指揮者（+ 1993年）
- 6月2日 - 吉岡隆徳[1]、陸上短距離選手（+ 1984年）
- 6月16日 - ヴィリー・ボスコフスキー、ヴァイオリニスト・指揮者（+ 1991年）
- 6月19日 - 太宰治、小説家（+ 1948年）
- 6月24日 - 秋田貞夫、出版実業家・秋田書店の創立者（+ 1996年）
- 6月26日 - ウォルフガング・ライザーマン、アニメーター・映画監督・映画プロデューサー（+ 1985年）
- 6月28日 - 中島治康、プロ野球選手（+ 1987年）
- 6月29日 - 伏見康治、理論物理学者（+ 2008年）

### 7月
- 7月5日 - ハンス・ヴェーア、アラブ研究者（+ 1981年）
- 7月18日 - アンドレイ・グロムイコ、ソビエト連邦外相・最高会議幹部会議長（+ 1989年）
- 7月21日 - 小田基義、映画監督（+ 1973年）
- 7月21日 - 峰吟子、女優（+ 1993年）
- 7月23日 - 飯沢匡、劇作家（+ 1994年）
- 7月29日 - 大原総一郎、実業家（+ 1968年）
- 7月29日 - 中村勘三郎 (17代目)、歌舞伎役者（+ 1988年）

### 8月
- 8月6日 - 原ひさ子、女優（+ 2005年）
- 8月11日 - 古関裕而、作曲家（+ 1989年）
- 8月11日 - ガストン・リテーズ、作曲家、オルガニスト（+ 1991年）
- 8月12日 - 広瀬秀雄、天文学者（+ 1981年）
- 8月15日 - 内村直也、劇作家（+ 1989年）
- 8月18日 - 成田理助、野球評論家（+ 1988年）
- 8月20日 - モントゴメリー・ウィルソン、フィギュアスケート選手（+ 1964年）
- 8月21日 - 遠山啓、数学者（+ 1979年）
- 8月21日 - エセル・ケータハム、スーパーセンテナリアン・現在の世界最高齢者
- 8月30日 - バージニア・リー・バートン、絵本作家（+ 1968年）

### 9月
- 9月2日 - 林おかぎ、スーパーセンテナリアン・日本国内最高齢者だった人物（+ 2025年）
- 9月4日 - 時実利彦、生理学者（+ 1973年）
- 9月7日 - エリア・カザン、演出家・映画監督（+ 2003年）
- 9月9日 - 雍仁親王妃勢津子、日本の皇族（+ 1995年）
- 9月11日 - 益田喜頓、俳優・コメディアン（+ 1993年）
- 9月15日 - 片山豊、企業家、日産・フェアレディZの生みの親（+ 2015年）
- 9月19日 - フェルディナント・アントン・エルンスト・ポルシェ、実業家・自動車技術者・デザイナー（+ 1998年）
- 9月22日 - デイヴィッド・リースマン、社会学者（+ 2002年）

### 10月
- 10月3日 - 北川敏男、統計数学者・情報科学者（+ 1993年）
- 10月5日 - 増本勇、元調教師（+ 1986年）
- 10月10日 - 金田利雄、新鶴村長、福島協和信用組合理事長（+ 1998年）
- 10月11日 - ピエール・ジョルジュ、地理学者（+ 2006年）
- 10月15日 - メル・ハーダー、メジャーリーガー（+ 2002年）
- 10月15日 - 利光貞三、彫刻家（+ 1982年）
- 10月16日 - 二階堂進、政治家（+ 2000年）
- 10月17日 - 川島武宜、法学者（+ 1992年）
- 10月19日 - 尾茂田叶、プロ野球選手（+ 1997年）
- 10月20日 - 杉山寧、日本画家（+ 1993年）
- 10月23日 - ゼリグ・ハリス、言語学者（+ 1992年）
- 10月25日 - 土門拳、写真家（+ 1990年）
- 10月28日 - ジョーゼフ・ギンゴールド、ヴァイオリニスト（+ 1995年）
- 10月28日 - フランシス・ベーコン、画家（+ 1992年）
- 10月29日 - 白井庄次郎、スーパーセンテナリアン・日本で最高齢だった男性 (+ 2020年)
- 10月31日 - ロベルト・ファン・ゼーベレック、フィギュアスケート選手（+ 没年不明）

### 11月
- 11月7日 - 上原謙、俳優（+ 1991年）
- 11月7日 - 山中貞雄、映画監督（+ 1938年）
- 11月11日 - 小森和子、映画評論家（+ 2005年）
- 11月12日 - ラクシュミ・プラサド・デヴコタ（+ 1959年）
- 11月16日 - まど・みちお、詩人（+ 2014年）
- 11月19日 - ピーター・ドラッカー、経営学者・社会学者（+ 2005年）
- 11月22日 - ミハイル・ミーリ、航空エンジニア（+ 1970年）
- 11月26日 - ウジェーヌ・イヨネスコ、劇作家（+ 1994年）
- 11月27日 - ジェームズ・エイジー、作家・ジャーナリスト・映画批評家（+ 1955年）
- 11月29日 - 田中絹代、女優・映画監督（+ 1977年）
- 11月30日 - ロバート・ナイトホーク、アメリカ合衆国のブルース・ミュージシャン、歌手（+ 1967年）

### 12月
- 12月19日 - 埴谷雄高、作家・評論家（+ 1997年）
- 12月21日 - 松本清張、小説家（+ 1992年）
- 12月22日 - 池島信平、編集者、文藝春秋社長（+ 1973年）
- 12月23日 - 中里恒子、小説家（+ 1987年）
- 12月24日 - 寄山弘、俳優（+ 1995年）
- 12月25日 - 浮田佐武郎、俳優・著述家 (+ 1987年)

## 死去

### 1月
- 1月12日 - ヘルマン・ミンコフスキー、数学者（* 1864年）
- 1月14日 - ジノヴィー・ロジェストヴェンスキー、軍人（* 1848年）
- 1月24日 - 立花鑑寛、柳河藩主（* 1829年）
- 1月24日 - 野村靖、武士・華族・内務大臣・逓信大臣（* 1842年）

### 2月
- 2月1日 - 田中不二麿、官僚・華族・司法大臣（* 1845年）
- 2月4日 - ジョン・クラークソン、メジャーリーガー（* 1861年）
- 2月7日 - クルト・ネットー、冶金学者（* 1847年）
- 2月8日 - ミェチスワフ・カルウォーヴィチ、作曲家・指揮者・登山家・作家・写真家（* 1876年）
- 2月16日 - 織田信一、華族（* 1902年）
- 2月17日 - ジェロニモ、アメリカインディアン・アパッチ族のシャーマン（* 1829年）
- 2月18日 - 橋本綱常、医師・華族・軍医総監（* 1845年）
- 2月20日 - ポール・ランソン、画家（* 1864年）
- 2月26日 - ヘルマン・エビングハウス、心理学者（* 1850年）
- 2月27日 - 米倉昌言、六浦藩主・華族（* 1837年）

### 3月
- 3月2日 - ゴラツィー・ギンヅブルク、銀行家・慈善家・貴族（* 1833年）
- 3月19日 - ジェームス・ハチソン・スターリング、哲学者（* 1820年）
- 3月24日 - ジョン・ミリントン・シング、詩人・作家・民俗文化研究者（* 1871年）
- 3月25日 - ルペルト・チャピ、作曲家（* 1851年）

### 4月
- 4月13日 - 釈雲照、僧（* 1827年）
- 4月15日 - 山川登美子、歌人（* 1879年）
- 4月26日 - ダク・パワーズ、メジャーリーガー（* 1870年）
- 4月28日 - 由利公正、東京府知事・華族・貴族院議員（* 1829年）

### 5月
- 5月6日 - ファニー・チェッリート、バレエダンサー・振付師（* 1817年）
- 5月7日 - 板倉勝弘、庭瀬藩主・華族（* 1837年）
- 5月10日 - 二葉亭四迷、小説家・翻訳家（* 1864年）
- 5月19日 - イサーク・アルベニス、作曲家・ピアニスト（* 1860年）
- 5月19日 - ヘンリー・H・ロジャーズ、資本家・実業家・慈善家（* 1840年）
- 5月 - 松平太郎、幕臣・蝦夷共和国副総裁（* 1839年）

### 6月
- 6月1日 - ジュゼッペ・マルトゥッチ、作曲家・ピアニスト・指揮者・音楽教育家（* 1856年）
- 6月4日 - 吉川経健、岩国藩主（* 1855年）
- 6月11日 - ヤコブ・ゴルディン、劇作家（* 1853年）

### 7月
- 7月5日 - フランク・セレー、メジャーリーグ監督（* 1859年）
- 7月11日 - サイモン・ニューカム、天文学者・数学者（* 1835年）
- 7月19日 - 荒井郁之助、幕臣・官僚・気象学者（* 1836年）

### 8月
- 8月8日 - メアリー・マッキロップ、ローマ・カトリック教会の修道女、聖人（* 1842年）

### 9月
- 9月16日 - 箕作佳吉、動物学者（* 1858年）

### 10月
- 10月4日 - 張之洞、政治家（* 1837年）
- 10月6日 - ダドリー・バック、作曲家・オルガニスト・指揮者（* 1839年）
- 10月19日 - チェーザレ・ロンブローゾ、精神科医・犯罪人類学者（* 1836年）
- 10月20日 - 正親町三条実愛、公卿（* 1820年）
- 10月21日 - 小川又次、軍人・華族（* 1848年）
- 10月26日 - 伊藤博文、内閣総理大臣・枢密院議長・貴族院議長・元老・華族（* 1841年）
- 10月28日 - 松平信正、亀山藩主（* 1852年）

### 11月
- 11月9日 - ウィリアム・フリス、画家（* 1819年）
- 11月9日 - 遠藤胤城、三上藩主・吉見藩主（* 1838年）
- 11月20日 - 政井みね、労働者（* 1888年）

### 12月
- 12月5日 - 山崎治祇、成羽藩主（* 1855年）
- 12月8日 - 賀陽宮邦憲王、皇族・祭主（* 1867年）
- 12月10日 - 本野盛亨、官僚・読売新聞社創業者・検事（* 1836年）
- 12月11日 - ルードウィッヒ・モンド、化学者・実業家（* 1839年）
- 12月15日 - フランシスコ・タレガ、作曲家・ギタリスト（* 1852年）
- 12月17日 - レオポルド2世、ベルギー国王（* 1835年）
- 12月27日 - 依田學海、漢学者・文芸評論家・小説家・劇作家（* 1834年）

### 日付不詳
- 日付不詳 - 霍元甲、武道家（* 1857年）
- 日付不詳 - サンダンス・キッド、ガンマン・アウトロー（* 1880年）
- 日付不詳 - 関川代二郎、武士・新選組隊士・抜刀隊（* 1838年）
- 日付不詳 - ジョージ・ハフ、天文学者・気象学者（* 1836年）

## ノーベル賞
- 物理学賞 - グリエルモ・マルコーニ (Guglielmo Marconi)、フェルディナント・ブラウン (Carl Ferdinand Braun)
- 化学賞 - ヴィルヘルム・オストヴァルト (Wilhelm Ostwald)
- 生理学・医学賞 - エーミール・コッハー (Emil Theodor Kocher)
- 文学賞 - セルマ・ラーゲルレーヴ (Selma Ottilia Lovisa Lagerlöf)
- 平和賞 - オーギュスト・ベールナールト、エストゥルネル・ド・コンスタン (Auguste Marie Francois Beernaert and Paul Henribenjamin Balluet D'estournelles De Constant, Baron De Constant De Rebecque)